# Янота, Мирослав
Мирослав Янота (род. 19 марта 1948, Теплице) — чехословацкий борец классического стиля, призёр чемпионатов Европы и мира, участник летних Олимпийских игр 1972, 1976 и 1980 годов.

## Олимпиады
На Олимпиаде 1972 года в Мюнхене Янота в первой схватке чисто победил монгольского борца Дасрана Мягмаржава, а во второй добился ничьей с представителем Норвегии Харальдом Барли. В третьем круге Янота снова одержал чистую победу, на этот раз над финном Матти Лааксо, а в следующем снова была зафиксирована ничья, теперь с румынским борцом Ионом Габором. Схватку с югославом Миланом Ненадичем Янота проиграл чисто и завершил выступления на Олимпиаде, оказавшись в итоговом протоколе четвёртым.
В 1976 году на Олимпиаде в Монреале в первой схватке соперник Яноты сенегалец Бирахим Диоп был дисквалифицирован. Далее Янота одержал две победы по очкам: над венгром Чабой Хегедюшом и французом Андре Бочолем. В четвёртой схватке он так же по очкам уступил советскому борцу Владимиру Чебоксарову. В пятой схватке Янота уступил представителю Югославии Момиру Петковичу и занял пятое место.
На Олимпийских играх в Москве в 1980 году первая схватка Яноты закончилась поражением по очкам от представителя Сирии Мохаммада эль-Улаби. В следующей схватке с венгром Михаилом Тома Янота был дисквалифицирован. Набрав 7 штрафных очков, он завершил выступления, оказавшись по итогам соревнований на девятом месте.